# Misteri a l'illa dels monstres
Misteri a l'illa dels monstres és una pel·lícula espanyola dirigida per Joan Piquer i Simón basada en la novel·la Escola de Robinsons, de Jules Verne. Va ser rodada en anglès i estrenada en 1981. Ha estat traduïda al català i emesa per TV3 en 1989.

## Sinopsi
William Kolderup compra l'illa Spencer i deixa que hi viatgi el seu nebot Jeff, un jove aventurer i somiador. En el trajecte l'acompanya el senyor Artelett, el seu professor de dansa i maneres socials, però tots dos naufraguen en una illa del Pacífic. Allí s'han d'enfrontar als caníbals, erugues gegants i homes-rèptils, alhora que ajuden una nàufraga anomenada Dominique i han de defensar-se d'un científic boig anomenat Taskinar.

## Repartiment
- Peter Cushing - William
- Terence Stamp - Taskinar
- Ian Sera - Jeff
- David Hatton - Artelett
- Blanca Estrada - Dominique
- Ana Obregón - Meg (promesa de Jeff)
- Gérard Tichy - Capità Turkott

## Premis
37a edició de les Medalles del Cercle d'Escriptors Cinematogràfics
| Categoria     | Premiat        | Resultat  |
| ------------- | -------------- | --------- |
| Millor música | Alfonso Agulló | Guanyador |